# Ildegonda (Arrieta)
Ildegonda, ópera seria en dos actos, compuesta por Emilio Arrieta, en colaboración con el libretista Temistocle Solera. Se estrenó el viernes, 28 de febrero de 1845 en el Conservatorio de Milán. La reestrenó en el Palacio Real de Madrid en 1849.
Es la primera ópera del autor, de estilo italiano. Fue un trabajo de fin de carrera en el Conservatorio de Milán, con el que su autor obtuvo el premio de Composición. Por ello se representó cuando acabó sus estudios. Además de representarse en el Palacio Real, se representó públicamente en el Teatro Real de Madrid en 1854, siendo la primera vez que accedía a ese escenario una ópera de compositor español. El mismo texto de Temistocle Solera fue utilizado por el compositor mexicano Melesio Morales para su ópera Ildegonda estrenada en (1866).
En 2004 fue recuperada en el Teatro Real, en versión concierto, grabada, con un elenco destacado: Carlos Álvarez y Ana María Sánchez, dirección de Jesús López Cobos (Sello RTVE Música).
Esta ópera rara vez se representa en la actualidad; en las estadísticas de Operabase no aparece entre las óperas representadas en el período 2005-2010.

## Argumento
Tiempo: 1228, durante la Sexta Cruzada
Lugar: Milán
La historia se puede referir a grandes rasgos diciendo que muestra las desventuras sentimentales, que terminan en melodramática muerte, de Ildegonda una joven de noble cuna, que ama a un muchacho plebeyo mientras está prometida por decisión paterna a un hombre noble a quien no ama. Ante la imposibilidad de estar juntos Ildegonda y Rizzardo se juran amor eterno. El padre y el hermano de Ildegonda, que tienen que velar por el honor familiar, se enfrentan a Rizzardo y como consecuencia de ello Roggiero, el hermano, muere. Rizzardo, que incomprensiblemente se libra de ser ajusticiado, se marcha a las cruzadas como forma de desagravio; al volver encuentra a Ildegonda recluida por negarse a contraer matrimonio con su prometido. La suerte quiere que Rizzardo, sorprendido con Ildegonda, consiga salir bien parado de nuevo ante la justicia. Ante las súplicas de su hija, Rolando se reconciliará con Rizzardo para satisfacción de una Ildegonda que se encuentra ya en el lecho de muerte.